# آبي هوفمان
آبي هوفمان (بالإنجليزية: Abbie Hoffman)‏ ( 30 نوفمبر – 1936 م) هو ناشط سياسي واجتماعي أمريكي، ولا سلطوي، واشتراكي، وثوري ساهم في تأسيس حزب الشباب الدولي («يبيز»). وهو أيضًا من كبار مؤيدي حركة قوة الزهور.
أُلقي القبض على هوفمان وحوكم بتهمة التآمر على الشغب والتحريض عليه نتيجة للدور الذي اضطلع به في الاحتجاجات التي أدت إلى اشتباكات عنيفة مع الشرطة خلال المؤتمر الوطني الديمقراطي لعام 1968، وأُلقي القبض أيضًا على جيري روبين، وديفيد ديلينغر، وتوم هايدن، وريني ديفيس، وجون فروينز، ولي وينر، وبوبي سيل. عُرفت هذه المجموعة باسم «ثمانية شيكاغو»، وأصبحت تُعرف باسم سبعة شيكاغو عندما فُصلت محاكمة سيل عن الآخرين. بينما أُدين المُدّعى عليهم في البداية بنية التحريض على أعمال شغب، فإن الأحكام أُلغيت عند الاستئناف.
واصل هوفمان نشاطه في سبعينيات القرن العشرين، وظل رمزًا لحركة مناهضة الحرب وحقبة ثقافة الستينات المضادة. انتحر بجرعة زائدة من الفينوباربيتال في 12 أبريل عام 1989.

## نشأته وتعليمه
وُلد هوفمان في 30 نوفمبر 1936 في ورسستر، ماساتشوسيتس، لوالديه جون هوفمان وفلورنس شانبرغ. نشأ هوفمان في أسرة يهوديّة من الطبقة المتوسطة وله اثنان من الأشقاء الأصغر منه سنًا. كطفل في فترة أربعينيات وخمسينيات القرن العشرين، كان عضوًا فيما وُصف بأنه «الجيل الانتقالي بين ثقافة البيت والهيبيز». وصف طفولته بـ«المثالية» وأربعينيات القرن العشرين بـ «الوقت الرائع للنشأة فيه».
خلال أيام الدراسة، عُرف بإثارة الشغب، وافتعال العراك، والقيام بالمقالب، وتخريب الممتلكات المدرسية، والإشارة للمدرسين بأسمائهم الأولى. في عامه الدراسي الثاني، طُرد هوفمان من مدرسة ثانوية تقليدية، وهي مدرسة ثانوية عامة مغلقة حاليًا في ورسستر. كملحد، كتب هوفمان ورقة تشير إلى أن «الإله لا يمكن أن يكون موجودًا، لأنه لو كان بالفعل، لن يكون هناك أي معاناة في العالم.» مزق المعلم الغاضب الورقة ووصفه بـ «الشيوعي اللعين». وثب هوفمان على المعلم وبدأ بضربه إلى أن قُيّد وطُرد من المدرسة. في 3 يونيو 1954، اعتُقل هوفمان البالغ من العمر 17 عامًا للمرة الأولى، بسبب القيادة دون حيازة رخصة. بعد طرده، التحق بأكاديمية وورسستر، وتخرج في عام 1955. انخرط هوفمان في كثير من التصرفات المعهودة للمراهقين المتمردين في خمسينيات القرن العشرين، كركوب الدراجة النارية، وارتداء السترات الجلدية، واتخاذ قصة شعر ذيل البطة مظهرًا له.
عقب تخرجه، التحق بجامعة برانديز، حيث درس تحت إشراف أساتذة مثل عالم النفس البارز أبراهام ماسلو، والذي كثيرًا ما كان يُعد الأب الروحي لعلم النفس الإنساني. كان أيضًا تلميذًا للمُنظر الماركسي هربرت ماركوزه، الذي ذكر هوفمان أنه كان ذو تأثير عميق على توقعاته السياسية. استشهد هوفمان فيما بعد بتأثير ماركوزه أثناء نشاطه ونظرياته حول الثورة. انضم إلى فريق برانديز للتنس، الذي كان الصحفي بد كولينز مدربًا له. تخرج هوفمان بدرجة البكالوريوس في علم النفس في عام 1959. في ذلك الخريف، التحق بجامعة كاليفورنيا في بيركلي، حيث أكمل المقررات الدراسية بغية الحصول على درجة الماجستير في علم النفس. بعد ذلك بوقت قصير، تزوج من صديقته الحبلى، شيلا كاركلين، في مايو 1960.

## الاحتجاجات المبكرة
قبل أن يُعهد كعضو بارز في حركة يبي، انخرط هوفمان في لجنة التنسيق الطلابية اللاعنفية، ونظم دار الحرية، التي باعت موادًا لدعم حركة الحقوق المدنية في جنوب الولايات المتحدة. أثناء حرب فيتنام، كان هوفمان ناشطًا مناهضًا للحرب، وتعمّد استخدام أساليب هزلية ومسرحية.

في أواخر عام 1966، التقى هوفمان بمجموعة عمل مجتمعي متطرفة تُدعى «المنقبون» ودرس أيديولوجيتهم. ثم عاد بعد ذلك إلى نيويورك ونشر كتابًا حول هذه المعرفة. اعتبر المنقبون قيامه بذلك انتهاكًا. وضح المؤسس المشارك لجماعة المنقبين، بيتر كويوت، ذلك قائلًا:
كان آبي، وهو صديق لي، مدمنًا على وسائل الإعلام. شرحنا كل شيء لهؤلاء الرجال، وانتهكوا كل ما علمناهم إياه.عاد آبي، وكان أول ما فعله هو نشر كتاب، بصورته عليه، مفسدًا للجهود التي يبذلها كل فقير في الشرق الأدنى بشرح كل حيلة حرة سائدة في نيويورك آنذاك، والتي استنزفها الفتية الساخطون من سكيرديل.
كانت أحد أعمال هوفمان المثيرة المعروفة في 24 أغسطس 1967، عندما قاد أعضاء الحركة إلى معرض بورصة نيويورك. ألقى المحتجون بحزمة من الأوراق المالية الحقيقية والمزيفة نحو التجار بالأسفل، وأطلق بعضهم صيحات الاستهجان، بينما بدأ آخرون في التدافع بشكل مسعور من أجل الحصول على المال بأسرع ما يمكن. يُقال إن حصيلة المبلغ الذي ألقى به هوفمان والمجموعة تراوحت بين 30 و300 دولار. زعم هوفمان أنه أشار مجازيًا إلى ما كان يقوم به تجار بورصة نيويورك بالفعل. وأضاف «لم نتصل بالصحافة،» و «لم نمتلك أدنى فكرة عن أي شيء يُدعى حدثًا اعلاميًا آنذاك». ومع ذلك، استجابت الصحافة بسرعة وأُبلغ عن الحدث في جميع أنحاء العالم بحلول المساء. بعد ذلك الحادث، أنفق معرض البورصة 20 ألف دولار لتطويق المعرض بزجاج مضاد للرصاص.
في أكتوبر 1967، طلب ديفيد ديلينغر من لجنة التجنيد الوطنية لإنهاء الحرب في فيتنام من جيري روبين المساعدة في حشد مسيرة للبنتاغون وتوجيهها. تجمع المحتجون عند نصب لنكولن التذكاري بينما ألقى ديلينغر والدكتور بنجامين سبوك خطابات على حشد من الناس. من هناك، ساروا نحو البنتاغون. عندما اقترب المحتجون من البنتاغون، واجهوا جنود الفرقة المجوقلة 82 الذين شكلوا حاجزًا بشريًا يعيق الطريق إلى البنتاغون. لم يثني ذلك هوفمان، وتعهد برفع البنتاغون في الهواء مدعيًا أنه سيحاول استخدام طاقة التحريك العقلي لرفع البنتاغون حتى يتحول إلى اللون البرتقالي ويبدأ بالاهتزاز، وفي ذلك الوقت سوف تنتهي الحرب في فيتنام. قاد ألن غينسبرغ الهتافات التبتية لمساعدة هوفمان.
نجحت العروض المسرحية التي قام بها هوفمان في إقناع العديد من الشباب في ذلك الوقت بأن يصبحوا أكثر نشاطًا على الصعيد السياسي.

## محاكمة ثمانية شيكاغو بتهمة التآمر
أُلقي القبض على هوفمان وحوكم بتهمة التآمر على الشغب والتحريض عليه نتيجة للدور الذي اضطلع به في الاحتجاجات المناهضة لحرب فيتنام، والتي قابلتها الشرطة بمكافحة شغب عنيفة خلال المؤتمر الوطني الديمقراطي في شيكاغو عام 1968. كان عضوًا في المجموعة التي أصبحت تُعرف باسم سبعة شيكاغو (المعروفة أصلًا باسم ثمانية شيكاغو)، والتي ضمت زملاؤه من جماعة يبي: جيري روبين، وديفيد ديلينغر، وريني ديفيس، وجون فروينز، ولي وينر، وعضو مجلس الشيوخ اللاحق لولاية كاليفورنيا، توم هايدن، والمؤسس المشارك لحزب الفهود السود، بوبي سيل (قبل فصل محاكمته عن الآخرين).
ترأس القاضي يوليوس هوفمان المحاكمة (لا تربطه صلة بهوفمان، وهو الأمر الذي أطلق الدعابات بشأنه طوال المحاكمة)، وكثيرًا ما تصدرت سلوكيات آبي هوفمان في قاعة المحكمة العناوين الرئيسية، في أحد الأيام، مَثَل المدّعى عليهما، هوفمان وروبين، أمام المحكمة مرتدين عباءات قضائية، بينما في يوم آخر، أقسم هوفمان اليمين كشاهد مؤديًا حركة الإصبع بيده. أصبح القاضي هوفمان المستهدف المفضل في قاعة المحكمة لمتهمي سبعة شيكاغو، والذين أهانوا القاضي كثيرًا وجهًا لوجه. قال آبي هوفمان للقاضي هوفمان: «أنت عار أمام الوثنيين». أضاف أيضًا: «كان من الممكن أن تخدم هتلر على نحو أفضل». وأنّ «فكرتك عن العدالة هي الفحش الوحيد في القاعة». قال كل من ديفيس وروبين للقاضي «هذه المحكمة مصارعة للثيران». وعندما سُئِل هوفمان عن الولاية التي أقام فيها، رد قائلًا: «حالة ذهنية لأشقائي وشقيقاتي».

## وصلات خارجية
- آبي هوفمان على موقع IMDb (الإنجليزية)
- آبي هوفمان على موقع الموسوعة البريطانية (الإنجليزية)
- آبي هوفمان على موقع مونزينجر (الألمانية)
- آبي هوفمان على موقع ميوزك برينز (الإنجليزية)
- آبي هوفمان على موقع إن إن دي بي (الإنجليزية)
- آبي هوفمان على موقع قاعدة بيانات الفيلم (الإنجليزية)

- آبي هوفمان في قاعدة بيانات الأفلام على الإنترنت